# Velîki Hlibovîci, Peremîșleanî
Velîki Hlibovîci (în ucraineană Великі Глібовичі) este localitatea de reședință a comunei Velîki Hlibovîci din raionul Peremîșleanî, regiunea Liov, Ucraina.

## Demografie
Componența lingvistică a localității Velîki Hlibovîci
     Ucraineană (99,65%)
     Alte limbi (0,35%)
Conform recensământului din 2001, majoritatea populației localității Velîki Hlibovîci era vorbitoare de ucraineană (99,65%), existând în minoritate și vorbitori de alte limbi.